# Roman Simić
Roman Simić Bodrožić (* 1972 in Zadar (Jugoslawien), heute Kroatien) ist kroatischer Schriftsteller und Verlagslektor. Er gilt als einer der bedeutendsten jungen kroatischen Autoren und spiegelt in seiner Prosa die Stimmung seiner Generation wider.

## Leben
Roman Simić war Herausgeber und Chefredakteur der wichtigen kroatischen Literaturzeitschrift Quorum und ist Organisator und Programmdirektor des renommierten Festival of the European Short Story in Zagreb. Er arbeitet als Lektor für den kroatischen Verlag Fraktura, nachdem er zuvor mehrere Jahre für das Verlagshaus Profil tätig war.
In den Jahren 1992 und 1996 gewann er den 2. Preis beim Goran Preis für junge Dichter. Im Jahr 2003 war er Stipendiat der Stadt Graz, 2004 des Literarischen Colloquiums in Berlin. Er nahm an der Biennale junger Künstler des Mediterran in Rom 1999 und am Schriftstellertreffen der Tage des André Malraux in Sarajevo 2000 sowie an den Präsentationen zeitgenössischer kroatischer Prosa-Schriftsteller in Wien 2001–2003 und in Göteborg 2004 teil.
Im Jahr 2005 erhielt er für das Buch In was wir uns verlieben (U što se zaljubljujemo), (2007 auf Deutsch bei Voland & Quist erschienen) den Jutarnji-List-Preis für das beste kroatische Prosawerk des Jahres. 2012 erschien sein dritter Kurzgeschichtenband Von all den unglaublichen Dingen (Nahrani me), (2013 auf Deutsch beim Verlag Voland & Quist), welcher vorrangig das Thema Elternschaft in seinen vielen Facetten behandelt und auf den persönlichen Erfahrungen Simićs beruht. In seinem Spiel mit den Erzählperspektiven verschwimmen die Grenzen zwischen autobiografischen und fiktiven Elementen. Seine Erzählungen wurden ins Französische, Schwedische, Slowenische, Polnische, Bulgarische, Litauische, Spanische, Serbische und Englische übersetzt.
Er lebt mit seiner  Ehefrau, der Autorin Ivana Bodrožić, in Zagreb, Kroatien.

## Werke
- U trenutku kao u divljini. (Im Augenblick wie in der Wildnis). Gedichte, Zagreb 1996
- Mjesto na kojem ćemo provesti noć. (Der Ort, an dem wir die Nacht verbringen werden). Kurzgeschichten, Zagreb 2000 (polnische Übersetzung 2003; slowenische Übersetzung 2004)
- U što se zaljubljujemo. (In was wir uns verlieben), Erzählungen. Zagreb 2005
  - Übersetzung Alida Bremer: In was wir uns verlieben. Voland & Quist, Dresden / Leipzig 2007, ISBN 978-3-938424-21-6.
- Nahrani me. (Füttere mich). Kurzgeschichten, Zagreb 2012
  - Übersetzung Brigitte Döbert: Von all den unglaublichen Dingen. Voland & Quist, Dresden / Leipzig 2013, ISBN 978-3-86391-033-4.

## Zitate
„Simićs Erzählungen sind Städte, so wohlkomponiert, dass man durch ihre Straßensätze nur langsam spazieren möchte. Ich bin Simićs Tourist!“

„Aus alltäglichen, scheinbar banalen Szenen entwickelt Simić seine spannenden, nicht selten auch bizarren Storys. Die Merkwürdigkeit und Fragilität der menschlichen Beziehungen stehen im Vordergrund. … Die Stärke von Simićs Kunst liegt nicht zuletzt in seinem Talent für das Lapidare.“

„Roman Simić hat eine wundervolle Sprache […] ein kleiner Schatz.“